# Dioctria lenta
Dioctria lenta är en tvåvingeart som beskrevs av Becker 1923. Dioctria lenta ingår i släktet Dioctria och familjen rovflugor. Inga underarter finns listade i Catalogue of Life.